# 쿡트어미
쿡허우쭈(베트남어: Khúc Hậu Chủ) 휘는 쿡트어미(Khúc Thừa Mỹ) 또는 쿡또안미(Khúc Toàn Mỹ)는 베트남 쿡조의 제3대 군주(재위: 917년 ~ 923년/930년)이다.